# Glen Hirshberg
Glen Hirshberg, né le 5 juin 1966 à Royal Oak dans le Michigan, est un écrivain américain d'horreur.

## Œuvres

### Romans
- (en) The Snowman's Children, Carroll and Graf, 2002
- (en) The Book of Bunk, Earthling, 2010
- (en) Motherless Child, Earthling, 2012
- (en) Good Girls, Tor, 2016

### Recueils de nouvelles
- (en) The Two Sams: Ghost Stories, Carroll and Graf, 2003
- (en) American Morons, Earthling, 2006
- (en) The Janus Tree and Other Stories, Subterranean Press, 2012

### Nouvelle traduite en français
- Le Carnaval de M. Dark, Dreampress.com, 2013 ((en) Mr. Dark's Carnival, 2000)